# Mörbylånga
Mörbylånga este un oraș în Suedia.

## Demografie
| \| Evoluția demografică a zonei urbane Mörbylånga, 1970–2015 \| Evoluția demografică a zonei urbane Mörbylånga, 1970–2015 \| Evoluția demografică a zonei urbane Mörbylånga, 1970–2015 \| Evoluția demografică a zonei urbane Mörbylånga, 1970–2015 \| Evoluția demografică a zonei urbane Mörbylånga, 1970–2015 \| \| --------------------------------------------------------------------------------------- \| --------------------------------------------------------- \| --------------------------------------------------------- \| --------------------------------------------------------- \| --------------------------------------------------------- \| \| An \| \| \| Locuitori \| \| \| 1970 \| 1970 \| \| 1.352 \| 1.352 \| \| 1975 \| 1975 \| \| 1.592 \| 1.592 \| \| 1980 \| 1980 \| \| 1.874 \| 1.874 \| \| 1990 \| 1990 \| \| 1.952 \| 1.952 \| \| 1995 \| 1995 \| \| 1.954 \| 1.954 \| \| 2000 \| 2000 \| \| 1.787 \| 1.787 \| \| 2005 \| 2005 \| \| 1.784 \| 1.784 \| \| 2010 \| 2010 \| \| 1.780 \| 1.780 \| \| 2015 \| 2015 \| \| 1.824 \| 1.824 \| \| Sursa: SCB - Statistika Centralbyrån, Folkmängden per tätort. Vart femte år 1960 - 2016 \| \| \| \| \| |      |  |           |       |
| Evoluția demografică a zonei urbane Mörbylånga, 1970–2015 |      |  |           |       |
| An |      |  | Locuitori |       |
| 1970 | 1970 |  | 1.352     | 1.352 |
| 1975 | 1975 |  | 1.592     | 1.592 |
| 1980 | 1980 |  | 1.874     | 1.874 |
| 1990 | 1990 |  | 1.952     | 1.952 |
| 1995 | 1995 |  | 1.954     | 1.954 |
| 2000 | 2000 |  | 1.787     | 1.787 |
| 2005 | 2005 |  | 1.784     | 1.784 |
| 2010 | 2010 |  | 1.780     | 1.780 |
| 2015 | 2015 |  | 1.824     | 1.824 |
| Sursa: SCB - Statistika Centralbyrån, Folkmängden per tätort. Vart femte år 1960 - 2016 |      |  |           |       |